# Bernard Ruhaud
Bernard Ruhaud, né le 22 mai 1948 à Nanterre, est un éducateur spécialisé et écrivain français, romancier, poète et nouvelliste.

## Biographie
Bernard Ruhaud est titulaire du Diplôme Supérieur de Travail Social. 
Éducateur spécialisé, il a assuré la formation des assistantes familiales de l'Aide Sociale à l'Enfance de Charente-Maritime pendant de nombreuses années et profite à présent de sa retraite à La Rochelle. Il a également publié des travaux relatifs à l'autorité parentale aux éditions L'Harmattan.
Il est le père des auteurs Étienne Ruhaud (Petites fables, éditions Rafael de Surtis, 2009 / La poésie contemporaine en bibliothèque, L'Harmattan, 2012 et Disparaître, éditions Unicité - 2013 ) et Silène Edgar (La Saveur des figues, Le bateau  vagabond et A la source des nuages, éditions du Jasmin, 14-14 (avec Paul Béorn), éditions Castelmore 2014).
Comme écrivain, il publie des romans, des poèmes et des nouvelles.
Il collabore aux revues Le quai des Lettres et au Journal de la Sirène. Finaliste du Prix du livre en Poitou-Charentes : en 2011 pour Salut à vous, éd. Maurice Nadeau.
Il est connu dans le Quercy, en particulier sur la commune d'Escamps (où naquit son épouse), à laquelle il rend hommage dans ses ouvrages.

## Publications

### Romans
- La première vie (récit - Stock 1999)
- On ne part pas pour si peu (roman - Stock 2002)
- Escamps, Lot (récit, avec des aquarelles de Gérard Monnier - éditions Rumeur des Ages - La Rochelle 2006)
- Salut à vous ! (récit - éditions Maurice Nadeau - Paris - 2010)
- L'inoubli (récit - éditions L'Escampette - Chauvigny 2014)
- Petits mondes suivi de Petits riens - Éditions Le Temps Qu'il Fait - Mazères - 2019

### Poésie
- Strictement pour Josiane (poèmes - Rumeur des Ages 2001)
- Isabena, le livre des mois (poèmes, avec 12 peintures de Gérard Monnier - Rumeur des Ages 2003)

### Nouvelles
- Rien qu'une présence (nouvelle, pour des photos de Sylvie Tubiana - Le temps qu'il fait 2003)
- Là-Bas, publié dans le 1er numéro de la revue de l'association "Quai des Lettres" sorti en février 2008 avec d'autres nouvelles chez André Raynaud (Rumeur des Ages)
- La première année j'ai appris l'anglais (nouvelles - éditions A&T - La Rochelle 2007)
- Nos amis devenus, récit publié chez André Raynaud (Rumeur des âges) avec des illustrations de Pierre Albasser - La Rochelle 2024